# FK Dnipro
Futbolnyj Kłub „Dnipro” (ukr. Футбольний клуб «Дніпро») – ukraiński klub piłkarski z siedzibą w Dnieprze. Finalista Ligi Europy w sezonie 2014/2015.
Od 1992 do sezonu 2016/17 występował w rozgrywkach ukraińskiej Premier-lihi.

## Historia
Chronologia nazw:
- 1918: BRIT w Jekaterynosławiu (ukr. БРІТ (Брянський робітничий індустріальний технікум) в Єкатеринославі, ros. БРИТ (Брянский рабочий индустриальный техникум) в Екатеринославе)
- 1925: Zespół zakładu im. Pietrowskiego w Jekaterynosławiu (ukr. Команда заводу імені Г.І.Петровського в Єкатеринославі, ros. Команда завода имени Г.И.Петровского в Екатеринославе)
- 1926: Petroweć Dniepropetrowsk (ukr. «Петровець» Дніпропетровськ, ros. «Петровец» Днепропетровск)
- 1936: Stal Dniepropetrowsk (ukr. «Сталь» (з-д. ім. Г.І.Петровського) Дніпропетровськ, ros. «Сталь» (з-д. им. Г.И.Петровского) Днепропетровск)
- 1949: Metałurh Dniepropetrowsk (ukr. «Металург» Дніпропетровськ, ros. «Металлург» Днепропетровск)
- 1962: FK Dnipro Dniepropetrowsk (ukr. Футбольний клуб «Дніпро» Дніпропетровськ, ros. «Днепр» Днепропетровск)
- 2016: FK Dnipro (ukr. Футбольний клуб «Дніпро»)
- 2019: klub rozwiązano

Klub w Dnieprze został założony w roku 1918 na bazie zakładu im. Pietrowskiego w Jekaterynosławiu (tak do 1926 roku nazywało się Dniepr). Nazywał się wtedy BRIT (Briański Robotniczy Industrialny Technikum). Klub występował w rozgrywkach mistrzostw Jekaterynosławia. Gdy trwała Wojna domowa w Rosji rozgrywki nie prowadzono, dopiero 9 maja 1925 roku jako Zespół zakładu im. Pietrowskiego rozegrał następny mecz z moskiewskim klubem „Triochgorka”. Od następnego roku klub już nazywał się Petroweć – od nazwy zakładu który prezentował. Kiedy w 1936 roku rozpoczęto rozgrywki Mistrzostw ZSRR w piłce nożnej klub przyjął nazwę Stal. Tak jak w mieście była jeszcze jedna drużyna, która też nazywała się "Stal", ale prezentowała zakład im. Lenina, to aby rozróżnić je dodawano w nazwie Stal (z-d im. Pietrowskiego). W 1936 roku zespół, który reprezentował zakład im. Pietrowskiego, grał w mistrzostwach Ukraińskiej SRR wśród drużyn wychowania fizycznego, a także startował w pierwszej edycji Pucharu ZSRR. W meczu otwarcia tych zawodów w 1/64 finału pokonał drużynę Baranowskiej Fabryki Porcelany z wynikiem 10:0. W następnym sezonie 1937 "Stal" zakładu im.Lenina została wycofana z Mistrzostw ZSRR i zastąpiona "Stalą" zakładu im.Pietrowskiego. Później w latach 1949–1961 klub nazywał się Metałurh. W 1962 roku zmienił nazwę na Dnipro. Klub brał udział w rozrywkach piłkarskich byłego ZSRR z większymi sukcesami, które przyszły w latach 80. XX wieku. Wtedy to 2 razy zdobyto Mistrzostwo ZSRR oraz Puchar ZSRR i Superpuchar ZSRR.
Od początku rozrywek w niezależnej Ukrainie klub występował w Wyższej Lidze. W sezonie 2016/17 klubowi odjęto 12 punktów za długi z byłymi pracownikami, na koniec tego sezonu spadł do Pierwszej ligi. Ostatecznie klub trafił do Drugiej ligi.
Po zakończeniu sezonu 2017/18 w którym zajął końcowe 8. miejsce w grupie B, mając -18 pkt na starcie, został ukarany przez Komisję Dyscyplinarną FIFA i pozbawiony statusu klubu profesjonalnego. Klub ogłosił o kontynuacji występów na poziomie amatorskim. W lipcu 2019 klub nie przystąpił do żadnych rozgrywek i został rozwiązany.

## Sukcesy

### Trofea międzynarodowe
| \| \| Zdobyte trofea w rozgrywkach międzynarodowych (stan na: 27-05-2015) \| |                                                                     |      |            |
| Rozgrywki                                                                    | Osiągnięcie                                                         | Razy | Sezon(y)   |
| · Liga Mistrzów · (Puchar Europy)                                            | zdobywca                                                            | 0    |            |
| · Liga Mistrzów · (Puchar Europy)                                            | finalista                                                           | 0    |            |
| · Liga Mistrzów · (Puchar Europy)                                            | 1/4 finału                                                          | 2    | 1985, 1990 |
| Liga Europy (Puchar UEFA)                                                    | zdobywca                                                            | 0    |            |
| Liga Europy (Puchar UEFA)                                                    | finalista                                                           | 1    | 2015       |
| Puchar Intertoto                                                             | zdobywca                                                            | 0    |            |
| Puchar Intertoto                                                             | finalista                                                           | 0    |            |
| Puchar Intertoto                                                             | III runda                                                           | 1    | 2007       |
| FIFA                                                                         | Zdobyte trofea w rozgrywkach międzynarodowych (stan na: 27-05-2015) |      |            |

### Trofea krajowe
Ukraina
| \| \| Zdobyte trofea w rozgrywkach Ukrainy (stan na: 31-05-2015) \| |                                                            |      |                                    |
| Rozgrywki                                                           | Osiągnięcie                                                | Razy | Sezon(y)                           |
| · Mistrzostwo                                                       | I miejsce                                                  | 0    |                                    |
| · Mistrzostwo                                                       | II miejsce                                                 | 2    | 1993, 2014                         |
| · Mistrzostwo                                                       | III miejsce                                                | 6    | 1992, 1995, 1996, 2001, 2004, 2015 |
| Puchar                                                              | zdobywca                                                   | 0    |                                    |
| Puchar                                                              | finalista                                                  | 3    | 1995, 1997, 2004                   |
| Ukraina                                                             | Zdobyte trofea w rozgrywkach Ukrainy (stan na: 31-05-2015) |      |                                    |

ZSRR
| \| \| Zdobyte trofea w rozgrywkach Związku Radzieckiego (stan na: 01-01-1992) \| |                                                                         |      |                               |
| Rozgrywki                                                                        | Osiągnięcie                                                             | Razy | Sezon(y)                      |
| Mistrzostwo                                                                      | I miejsce                                                               | 2    | 1983, 1988                    |
| Mistrzostwo                                                                      | II miejsce                                                              | 2    | 1987, 1989                    |
| Mistrzostwo                                                                      | III miejsce                                                             | 2    | 1984, 1985                    |
| Puchar                                                                           | zdobywca                                                                | 1    | 1989                          |
| Puchar                                                                           | finalista                                                               | 0    |                               |
| · Superpuchar                                                                    | zdobywca                                                                | 1    | 1988                          |
| · Superpuchar                                                                    | finalista                                                               | 0    |                               |
| Puchar Ligi                                                                      | zdobywca                                                                | 2    | 1986, 1989                    |
| Puchar Ligi                                                                      | finalista                                                               | 1    | 1990                          |
| II liga                                                                          | I miejsce                                                               | 1    | 1971                          |
| II liga                                                                          | II miejsce                                                              | 2    | 1948 (turniej finałowy), 1969 |
| II liga                                                                          | III miejsce                                                             | 0    |                               |
|                                                                                  | Zdobyte trofea w rozgrywkach Związku Radzieckiego (stan na: 01-01-1992) |      |                               |

### Inne trofea
- Marbella Cup:
  - zdobywca (1x): 2011

- Trofeo Costa del Sol:
  - zdobywca (1x): 2013

## Stadion
Od czasu założenia klubu w 1918 roku, klub przyjmował gości na stadionie Meteor. Stadion został przebudowany w 1966 roku na pierwotnym miejscu i przeszedł kilka rekonstrukcji, ostatnia z nich w 2001 roku. Jednak w 2002 roku po kilku meczach w europejskich rozgrywkach, stało się jasne, że klub potrzebuje nowoczesnego stadionu na nowym miejscu. Tak więc, w 2005 roku Grupa Privat rozpoczęła budowę Dnipro Arena w centrum Dniepru.
2 września 2008 klub zagrał swój ostatni mecz na Meteorze przeciwko Metalist Charków, a 15 września 2008 uroczyście została otwarta Dnipro Arena, na której rozegrali swój mecz weterani Dynama Kijów i Spartaka Moskwa oraz Dynama Kijów i Dnipra. 29 września 2008 Dnipro rozegrało swój pierwszy mecz oficjalny przeciwko ich lokalnemy rywalowi Metałurh Zaporoże, w którym przegrał 1:2. Stadion może pomieścić 31,003 widzów, boisko wymiary 105x70 metrów.

## Sponsorzy
Klub od jakiegoś czasu finansuje tzw. „Grupa Privat”, która zajmuje się różnymi branżami biznesu (gł. bankowość (Privat Bank), przemysł spożywczy). Dzięki wsparciu grupy, budżet klubu bardzo wzrósł i Dnipro w ostatnich latach jest nieprzerwanie w czołówce systematycznie co roku zmniejszając dystans do wielkiej dwójki – Dynamo, Szachtar.

## Trenerzy
Dane pobrane z witryny Тренера Днепра.
- 1936:  Gyula Limbeck
- 1937:  Mychajło Szynkarenko
- 1938:?
- 1939:  Ołeksandr Serdiukow
- 1946–1948:  Mykoła Łuszczycki
- 1949:  Iwan Łukin
- 1953:  Hryhorij Bałaba
- 1954:  Mykoła Łuszczycki
- 1955:  Wsiewołod Radikorski
- 1956:  Nikołaj Morozow
- 1957–09.1960:  Sierafim Chołodkow
- 01.1961–07.1961:  Gierman Zabielin
- 08.1961–12.1961:  Mychajło Didewycz
- 1962:  Sierafim Chołodkow
- 1963–1966:  Anatolij Zubrycki
- 1967–1968:  Łeonid Rodos
- 31.10.1968–20.10.1973:  Walery Łobanowski
- 21.10.1973–18.09.1977:  Wiktor Kanewski
- 18.09.1977–17.06.1978:  Wadim Iwanow
- 17.06.1978–7.06.1979:  Jożef Sabo
- 7.06.1979–11.06.1981:  Wiktor Łukaszenko
- 11.06.1981–11.1986:  Wołodymyr Jemeć i Hennadij Żyzdyk
- 12.1986–03.1992:  Jewhen Kuczerewski
- 03.1992–12.1994:  Mykoła Pawłow
- 03.1995–04.1995:  Ołeksandr Łysenko (p.o.)
- 04.1995–06.1996:  Bernd Stange
- 07.1996–12.1997:  Wjaczesław Hrozny
- 01.1998–10.1998:  Wadym Tyszczenko
- 10.1998–04.1999:  Wołodymyr Kobzariew
- 04.1999–07.1999:  Łeonid Kołtun (p.o.)
- 07.1999–10.2001:  Mykoła Fedorenko
- 10.2001:  Ołeksandr Łysenko (p.o.)
- 12.2001–10.2005:  Jewhen Kuczerewski
- 10.2005–12.2005:  Wadym Tyszczenko (p.o.)
- 03.2006–08.2008:  Ołeh Protasow
- 09.2008–18.09.2010:  Wołodymyr Bezsonow
- 18.09.2010–30.09.2010:  Wadym Tyszczenko (p.o.)
- 01.10.2010–22.05.2014:  Juande Ramos
- 26.05.2014–30.06.2016:  Myron Markewicz
- 30.06.2016–06.07.2017:  Dmytro Mychajłenko (p.o.)
- 07.07.2017–01.07.2019:  Ołeksandr Pokłonski